# Tùng Giang (tỉnh)
Tùng Giang (tiếng Trung: 松江省; bính âm: Sōngjiāng Shěng; Wade–Giles: Sung-chiang Sheng) là một tỉnh cũ tại Trung Quốc. Tỉnh nằm tại Đông Bắc Trung Quốc và giản xưng là "Tùng". Tỉnh lị là Mẫu Đơn Giang. Tên của tỉnh có nguồn gốc từ sông Tùng Hoa, một phụ lưu chính của Hắc Long Giang.

## Địa lý
Phía đông Tùng Giang chủ yếu là đồi núi thuộc dãy núi Trường Bạch. Phía tây là khu vực trung du sông Tùng Hoa cùng một vùng đồng bằng rộng rãi là một bộ phận của đồng bằng Tùng Liêu. Một phần nhỏ phía đông nam là đồng bằng sông Đồ Môn. Khu vực miền trung của Tùng Giang là đồng bằng nằm ở hữu ngạn của Mẫu Đơn Giang, là khu vực phát triển chủ yếu của tỉnh. Hai hồ quan trọng nhất là Kính Bạc và Thiên Trì.
Lãnh thổ Tùng Giang hiện tương ứng với phần lớn Châu tự trị dân tộc Triều Tiên Diên Biên thuộc tỉnh Cát Lâm và phần lớn Mẫu Đơn Giang thuộc tỉnh Hắc Long Giang. Phía nam giáp với Triều Tiên, phía đông giáp với Liên Xô, phía bắc giáp với Hiệp Giang và Nộn Giang, phía tây giáp với Cát Lâm và An Đông.

## Chính quyền Trung Hoa Dân Quốc
Sau chiến tranh thế giới thứ hai, chính phủ Trung Hoa Dân Quốc chuẩn bị tiếp quản vùng Đông Bắc từ tay Liên Xô. Ngày 31 tháng 8 năm 1945, chính phủ dân quốc quyết định thành lập 9 tỉnh đông bắc, ngày 4 tháng 9, chủ tịch chính quyền tỉnh Tùng Giang được bổ nhiệm và tỉnh lị tạm thời đặt tại Cáp Nhĩ Tân. Tuy nhiên, dưới sự giúp đỡ của Liên Xô, Đảng Cộng sản Trung Quốc đã tiến vào Đông Bắc và thành lập chính quyền tỉnh riêng của mình. Cùng năm, chính phủ Dân Quốc tiến hành tiếp nhận nhân viên tại Cáp Nhĩ Tân. Ngày 12 tháng 1 năm 1946, chính phủ Dân Quốc tiếp nhận chính quyền tỉnh Tân Giang của Mãn Châu Quốc và đổi tên tỉnh Tân Giang thành Tùng Giang. Do vào lúc đó, quân của Đảng Cộng sản kiểm soát địa bàn tỉnh cho nên chính quyền Dân Quốc không thể kiểm soát hành chính trên thực tế.
Cuối tháng 4 năm 1946, hồng quân Liên Xô rút khỏi Cáp Nhĩ Tân, các nhân viên chính quyền các tỉnh Đông Bắc của Trung Hoa Dân Quốc cũng rút khỏi thành phố và chính quyền tỉnh Tùng Giang do chủ tịch Quan Cát Ngọc đứng đầu được tái lập tại Thẩm Dương. Ngày 5 tháng 6 năm 1947, chính quyền Dân Quốc ra quyết định cụ thể về các tỉnh được thành lập tại Đông Bắc, theo đó tỉnh Tùng Giang đặt tỉnh lị tại Mẫu Đơn Giang và quản lý hai thành phố cùng 15 huyện. Ngày 12 tháng 9 năm 1948, chiến dịch Liêu Thẩm bắt đầu và đến ngày 2 tháng 11 cùng năm, quân Giải phóng Nhân dân tiến vào Thẩm Dương, chính quyền tỉnh Tùng Giang của Trung Hoa Dân Quốc đến đây sụp đổ hoàn toàn.

## Chính quyền Cộng hòa Nhân dân Trung Hoa
Sau chiến tranh thế giới thứ 2, Đảng Cộng sản Trung Quốc thành lập chính quyền tại Cáp Nhĩ Tân. Cuối tháng 9 năm 1945, ủy ban chính phủ Đông Bắc của Đảng Cộng sản cũng được hình thành. Tại Cáp Nhĩ Tân, chính quyền dân chủ tỉnh Tùng Giang được thành lập trên cơ sở tỉnh Tân Giang của Mãn Châu Quốc. Cuối tháng 10 cùng năm, Đảng Cộng sản lần lượt thành lập cơ quan hành chính các địa khu Cáp Đông, Cáp Bắc và Cáp Nam.
Ngày 12 tháng 1 năm 1946, chính phủ Trung Hoa Dân Quốc tiếp quản Cáp Nhĩ Tân và thành lập tỉnh Tùng Giang, chính phủ dân chủ tỉnh Tùng Giang di dời về Tân huyện. Tháng 2 cùng năm, chính phủ dân chủ Tùng Giang được giao quản lý cả huyện Thông Hà của tỉnh Hiệp Giang. Tháng 3 cùng năm, hai huyện Triệu Đông và Triệu Châu và kỳ Quách Nhĩ La Tư Hậu được hợp thành khu quản lý Cát Giang, đồng thời hủy bỏ chuyên khu Cáp Tây. Ngày 23 tháng 4, chính phủ tỉnh Tùng Giang của Trung Hoa Dân Quốc tiến hành triệt thoái.
Năm 1948, tỉnh Tùng Giang do đảng Cộng sản kiểm soát bao gồm 16 huyện và thành phố Mẫu Đơn Giang. Ngày 21 tháng 4 năm 1949, ủy ban hành chính Đông Bắc của Đảng Cộng sản Trung Quốc quyết định giải thể tỉnh Hiệp Giang và các diện tích của tỉnh này sáp nhập vào tỉnh Tùng Giang; Cáp Nhĩ Tân trở thành thành phố trực thuộc tỉnh và đặt dưới quyền kiểm soát của tỉnh Tùng Giang; trả phía bắc huyện Phật Sơn cho tỉnh Hắc Long Giang. Đến lúc này, Tùng Giang có 32 huyện, thủ phủ là Cáp Nhĩ Tân. Đến tháng 6 thì tiếp tục giải thể huyện Tuy Tân và sáp nhập vào huyện Phú Cẩm. Đến tháng 12, huyện Phật Sơn lại được trả lại tỉnh Tùng Giang.
Năm 1952, lãnh đạo ủy ban hành chính Đông Bắc lại chuyển huyện Phật Sơn về tỉnh Hắc Long Giang. Năm 1953, Cáp Nhĩ Tân lại trở thành thành phố trực thuộc trung ương do ủy ban hành chính Đông Bắc quản hạt. Năm 1954, Song Áp Sơn khoáng khu trở thành một đơn vị cấp huyện thuộc tỉnh. Ngày 19 tháng 6 cùng năm, chính phủ Trương ương quyết định giải thể tỉnh Tùng Giang và sáp nhập địa giới tỉnh vào Hắc Long Giang. Ngày 1 tháng 8 năm 1954, tỉnh Tùng Giang chính thức hợp nhất với Hắc Long Giang.